# Клостерхезелер

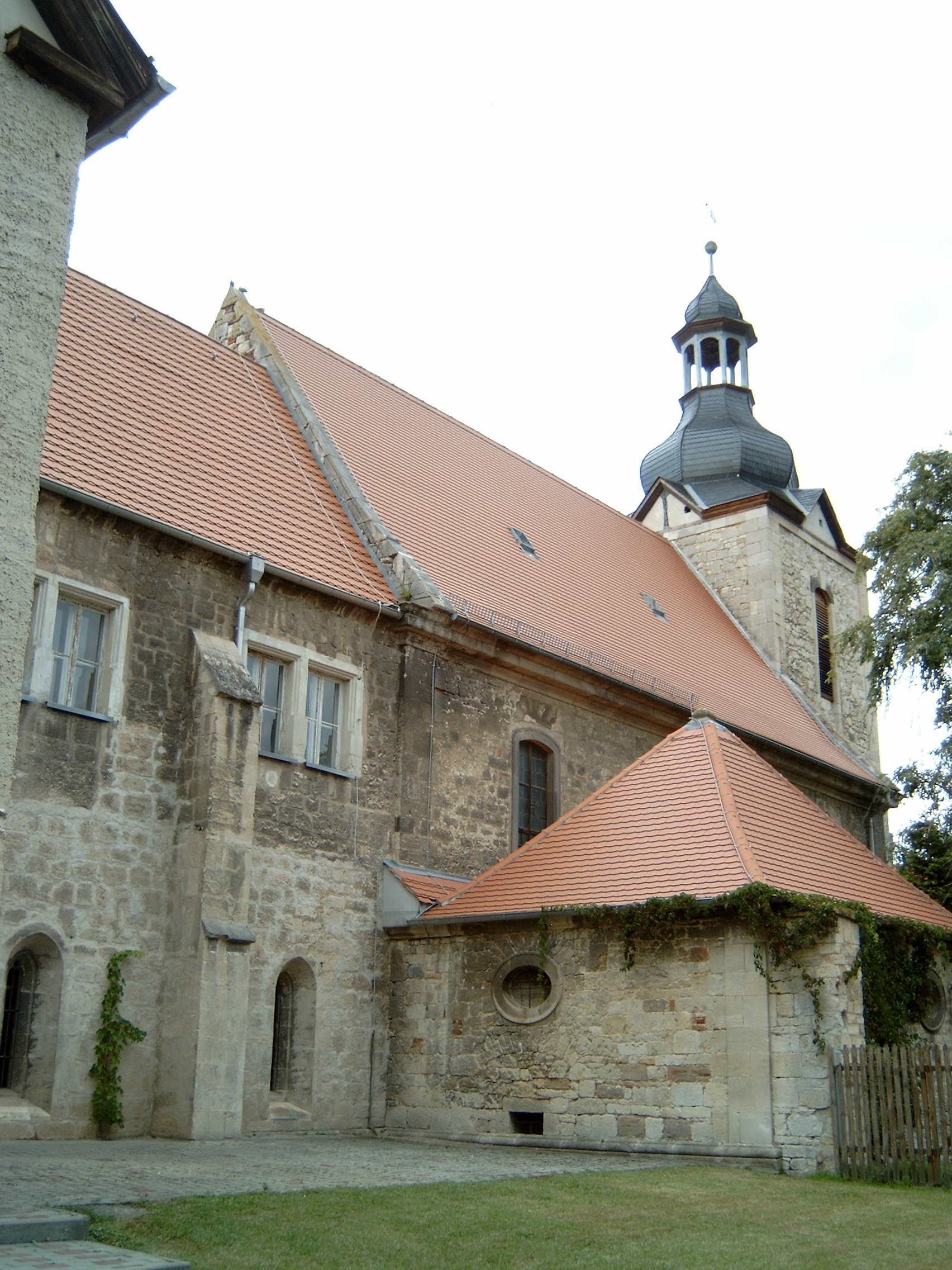
Церковь

Клостерхезелер (нем. Klosterhäseler) — деревня в Германии, в земле Саксония-Анхальт. Входит в состав общины Ан-дер-Портштрасе района Бургенланд. 
Население составляет 783 человека (на 31 декабря 2006 года). Занимает площадь 19,90 км².
Впервые упоминается в 770/775 г. как Хазалаха.
Ранее Клостерхезелер имел статус общины (коммуны), подразделявшейся на 4 сельских округа. 1 июля 2009 года Клостерхезелер вошёл в состав новой общины Ан-дер-Портштрасе. Последним бургомистром общины Клостерхезелер была Ирис Экман (ХДС).

## Достопримечательности
Церковь 1766/67 года постройки.